# Bradley Center
El BMO Harris Bradley Center és un pavelló multiusos situat a la localitat estatunidenca de Milwaukee, a l'estat de Wisconsin. És la pista dels Milwaukee Bucks de l'NBA, els Milwaukee Admirals de l'AHL i l'equip masculí dels Marquette Golden Eagles, de la Universitat de Marquette.

## Història
El pavelló es va acabar de construir el 1988, amb un cost total de 90 milions de dòlars. Va substituir el MECCA Arena (actualment anomenat UW–Milwaukee Panther Arena), que s'havia construït el 1950. Va ser un regal a l'Estat de Wisconsin per part dels filantrops Jane Pettit i Lloyd Pettit en memòria del pare de la primera, Harry Lynde Bradley.
En l'actualitat és el tercer estadi més antic dels que actualment allotgen partits de l'NBA, només són més antics que aquest el Madison Square Garden i el Izod Center.

## Capacitat
El pavelló té una capacitat de 20.000 persones per a concerts, 18.717 per a partits de l'NBA, 19.000 per a partits universitaris i 17.800 per l'hoquei sobre gel.

## Esdeveniments
El BMO Harris Bradley Center ha allotjat la frozen four (l'equivalent a la final four de bàsquet) de la competició d'hoquei sobre gel de la NCAA en 3 ocasions, el 1993, el 1997 i el 2006. A més, s'hi han disputat nombroses vetllades de Wrestling (lluita lliure professional).